# Grand Prix Austrálie 2008
Grand Prix Austrálie 2008 (LXXIII ING Australian Grand Prix), úvodní závod 59. ročníku mistrovství světa jezdců Formule 1 a 50. ročníku poháru konstruktérů, historicky již 786. grand prix, se již tradičně odehrál na okruhu v Albert Park ve městě Melbourne. Na trati dlouhé 5,303 km absolvovali jezdci 58 okruhů, což celkově představuje 307,574 km. Na konci léta přivítala Austrálie jezdce slunečním počasím, teplota se pohybovala okolo 37 °C, teplota trati pak měla 51 °C to vše při 11% vlhkosti. Letošní ročník Grand Prix Austrálie, byl již 24. podnikem zařazeným do mistrovství světa formule 1 a 13. závodem, který se konal v Melbourne. Předchozích 11. ročníků (1985–1995) se odehrálo v Adelaide (Adelaide Street Circuit).

## Společenské a doprovodné akce

### Společenské akce
Tak jako v předchozích letech, společnost Vodafone, za účasti obou jezdců stáje McLaren, pořádala propagační akci na pláži, tradiční plážový volejbal nahradil závod kajaků. Největším tahákem, který měl přilákat další diváky do ochozů v Albert Parku, byl koncert skupiny Kiss. Mezi hosty jednotlivých týmů se objevili Tanja Bauer, Kelly Osbourne nebo Kylie Minogue. Již 22. února se na Novém Zélandu uskutečnilo výběrové kolo deseti dívek z Austrálie a Nového Zélandu, které se utkly během závodního víkendu o titul Formula Una. Vítězkou se stala Kristina Vergis, 23letá dívka z novozélandského Aucklandu, zatímco Elisha Yarrington, 21letá studentka z australského Byron Bay, byla nominována do finále, které se uskuteční v brazilském San Paulo.

### Závody
Během závodního víkendu se představil i třetí závod automobilové série V8 supercar, která sestávala ze tří rozjížděk, rozdělených do všech tří dnů. Celkovým vítězem se stal Garth Tander s vozem Holden Commodore VE, který zvítězil ve všech třech jízdách. Dalším závodem, který se na okruhu v Albert Parku představil, byl závod super série Aussie Racing Cars, jejímž vítězem se stal Ryan Flynn, který zvítězil ve třech ze čtyř jízd. Cleanevent Carrera Cup byl dalším doprovodným závodem ve kterém zvítězili Aaron Caratti Porsche 911 GT3 a Craig Baird v identickém voze dominoval ve druhé, třetí i čtvrté jízdě. Závod australského šampionátu vozů GT se stal kořistí Johna Boweho a jeho vozu Ferrari 430 GT3, když zvítězili v první a čtvrté rozjížďce. Ve druhé jízdě australského šampionátu vozu GT zvítězil Hector Lester taktéž s vozem Ferrari 430 GT3  a ve třetím závodě nikomu nedal šanci Mark Eddy s vozem Lamborghini Gallardo. Další zajímavou akcí byl závod Celebrity Challenge, kde se známé osobnosti z oblasti sportu utkali ve vozech Fiat 500, první i druhý závod vyhrál motokrosař Robbie Maddison.

## Průběh závodu
Závodní víkend byl novinkou pro tým Force India, který koncem loňského roku koupil nizozemský Spyker a nový vůz Force India VJM01 postavil na B specifikaci vozu Spyker F8-VIIB. Dalším nováčkem, byl syn trojnásobného mistra světa Nelsona Piqueta, Nelson Piquet Jr. Poprvé se ve formuli 1 představil i několika násobný šampion Champ car Sébastien Bourdais. Dále se do F1 vrátil čerstvý šampión GP2 Timo Glock. Novinkou byl i nový safety car Mercedes Benz SL 63 AMG. Na společném jednání asociace jezdců (GPDA), byl novým prezidentem zvolen Pedro de la Rosa. Jako první úkol si stanovil jednání s dvěma nečleny (Kimi Räikkönen a Lewis Hamilton) a přesvědčit je o vstupu do asociace. Odchodem Ralfa Schumachera z formule 1, mizí i jméno Schumacher ze startovní listiny naposled tomu tak bylo v Grand Prix Portugalska 1994.

### Tréninky
První trénink neodhalil nijak překvapivé výsledky, na čele se usadily vozy Ferrari a McLaren. Po většinu času na světelné tabuli svítilo jméno Lewis Hamilton, ale v posledních minutách ho překonal Kimi Räikkönen časem, který byl o téměř tři sekundy lepší než z loňského prvního tréninku. Stranou dění nezůstali ani oba kolegové vedoucích jezdců, Felipe Massa (3.) a Heikki Kovalainen (4.). Překvapením byl výkon domácího pilota Marka Webbera, který s vozem Red Bull dojel na pátém místě. Také Toyota se blýskla a oba její piloti skončili v první desítce. Zvláštní obdiv si určitě zaslouží i Giancarlo Fisichella, který s novým týmem dokázal vybojovat 12. příčku. V prvním tréninku nezazářil jak Renault tak BMW, Alonso byl 6. a Kubica 7., zatímco Piquet (18.) a Heidfeld (16.) měli problém s technikou.
V odpoledním druhém tréninku si Lewis Hamilton již nenechal vzít průběžné vedení a pomalu to vypadalo, že u Ferrari tuto část tréninku vypustili, když nejvážnějším konkurentem britského pilota byl Mark Webber. Dobrou výkonnost stáje Red Bull potvrdil pátým místem i David Coulthard. Jarno Trulli potvrdil vzestupnou výkonnost Toyoty, když se umístil na 7. příčce. Naopak špatná kondice panovala ve vysoko hodnocených týmech Renault a BMW, když jejich piloti nedosáhli do první desítky. Znovu překvapil Giancarlo Fisichella a s mnohem slabším vozem se do desítky probojoval.

### Kvalifikace
Lewis Hamilton zahájil sezónu nejlepším možným způsobem, získal bez větších problémů pole position. V relativně usedlé třetí části kvalifikace, hvězda stáje McLaren nenašla vážnějšího konkurenta, Ferrari Kimi Räikkönena zůstalo stát již v první části kvalifikace a připadlo mu tak 16. místo na startu. Felipe Massa se nakonec kvalifikoval čtvrtý.
Zaváhání obou jezdců od Ferrari beze zbytku využil Robert Kubica a zajistil si tak druhé místo, které bylo prozatím jeho nejlepším výkonem v kvalifikaci. Třetí místo vybojoval finský pilot Heikki Kovalainen s druhým monopostem stáje McLaren. Stáj Renault se potýkala s nedostatkem rychlosti, Fernando Alonso nepostoupil do závěrečných bojů o deset nejlepších míst na startu a jen díky dvojnásobné penalizaci Tima Glocka startoval z 11. místa. Zatímco nováček Nelson Piquet startoval až z 21. místa.
Nick Heidfeld byl pátým nejrychlejším mužem a druhým ve stáji BMW a dalo se tak předpokládat, že jeho vůz je odlišně natankován než vůz jeho týmového kolegy. Překvapením byl výkon Toyoty, kterou vynikající jízdou dovezl Jarno Trulli na 6. místo. Do poslední části kvalifikace se protlačili i Nico Rosberg, David Coulthard a Sebastian Vettel s vozem Toro Rosso, který nakonec do závěrečných bojů nepromluvil kvůli technickým problémům.
Sítem první části kvalifikace neprošli Anthony Davidson s pomalým Super Aguri, již zmiňovaný Nelson Piquet na Renaultu, druhé Super Aguri Takuma Satóa, Adrian Sutil s Force India, Sébastiaen Bourdais s Toro Rosso a jen těsně Giancarlo Fisichella s Force India, který překvapivě podával stabilně dobré výkony po celou dobu tréninků i kvalifikace.
Oproti loňskému roku bylo patrné zlepšení u stáje Honda, která se probojovala do druhé části kvalifikace.
Druhá část kvalifikace zklamala především domácí fanoušky, Mark Webber měl problémy s brzdami a v šesté zatáčce umístil svůj Red Bull mimo trať což mu vyneslo 15. místo na startu. Jako první zajel nejrychlejší čas Felipe Massa, ale posléze ho překonal Hamilton, Kubica, Kovalainen i Heidfeld. Vettel byl šestý před Rosbergem Coulthardem , Trulli a Glockem. Dále nepostupovali obě Hondy Barrichello (11.) a Button (13.) mezi něž se vklínil Alonso a na 14. místo se dostal zklamaný Nakadžima.
Třetí, závěrečná část kvalifikace byla zkrácena na 10 minut a tak měl každý z pilotů dva pokusy. První se do boje pustil Heidfeld, ale hned dalším pokusem ho překonal Kovalainen a oba pak Massa, nakonec se vedení ujal Hamilton. Poslední pokusy byly zklamáním pro Massu, který nedokázal najít recept na rychlost McLaren a částečně i na BMW.

### Závod
Lewis Hamilton s vozem McLaren zvítězil v Grand Prix Austrálie, za svými zády tak nechal německé piloty Nicka Heidfelda (BMW) a Nica Rosberga (Williams). Závod dokončilo pouze šest vozů, což v historii formule 1 nabídla pouze Grand Prix Monaka 1996, kdy jen Olivier Panis, David Coulthard a Johnny Herbert dokončili závod v plánovaném počtu kol. Dalším závodem s nízkým počtem závodníku v cíli byla Grand Prix USA 2005, kde byla situace zkomplikována firmou Michelin, která jako dodavatel pneumatiky většiny týmů, nebyla schopna zajistit vhodné pneumatiky a týmům účast v závodě nedoporučila.
Grand Prix Austrálie, i když se nejela za deště tak jako již zmiňovaná monacká Grand Prix před 12 lety, ani nebyla ovlivněna vnějšími faktory jako závod v Indianapolis, měla nezvykle velkou úmrtnost v podobě velkého množství nehod a technických problémů.
Obě Ferrari, Felipe Massa i Kimi Räikkönen, zastavila porucha motoru ve 29. kole respektive v kole 53.. Heikki Kovalainen (5. místo) přišel o čtvrtou příčku vlastní vinou, když na svém volantu stiskl omylem tlačítko pro průjezd pit line, které má za úkol omezit rychlost vozu. Zatímco Sebastien Bourdais (7. místo), byl nakonec klasifikován i když musel ze závodu odstoupit pro poruchu motoru. Kimi Räikkönen, který startoval až z 15. pozice několikrát zariskoval a znovu se tak propadl na chvost startovního pole, nakonec díky diskvalifikaci Rubense Barrichella získal jeden bod. Body získal i Fernando Alonso a Kazuki Nakadžima (čtvrté a šesté místo).

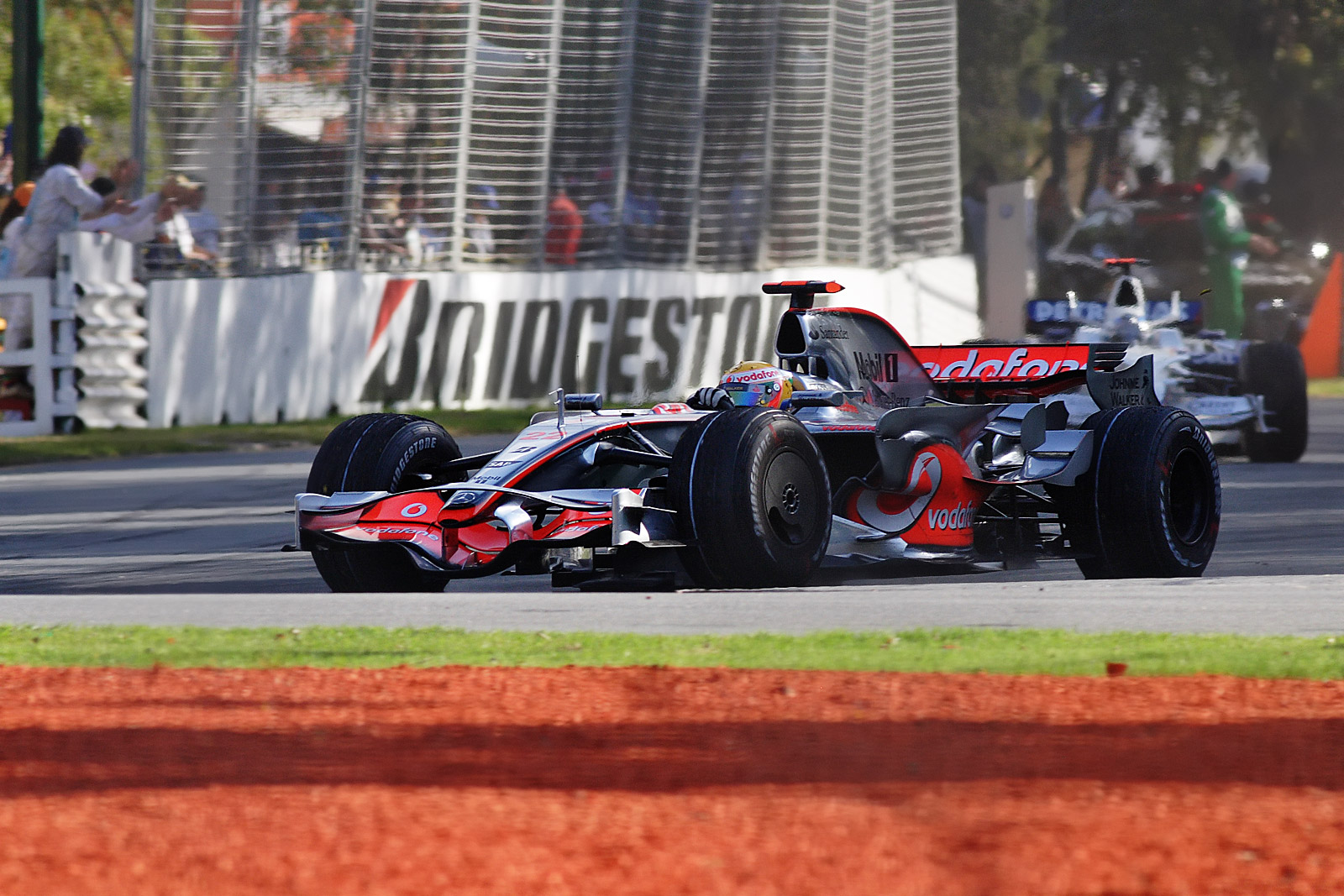
Lewis Hamilton startem z pole position zvítězil v Grand Prix Austrálie

Hamilton startoval z pole positions, start závodu se podařil úřadujícímu mistru světa Räikkönenovi, který poskočil z 15. místa na osmé místo, v první zatáčce se Felipe Massa snažil dostat před Kovalainena, ale skončil mimo trať. Podobně dopadli i Webber, Button, Davidson, Fisichella, Nakadžima a Vettel. Poprvé se tak na trati objevil safety car a závod byl restartován po druhém kole. Z postižených po kolizi v první zatáčce jen Massa a Nakadžima zajeli do boxů pro výměnu poškozeného předního přítlačného křídla a v závodě posléze pokračovali. Felipe Massa se v boxech objevil hned v dalším kole podruhé, což naznačovalo, že pravděpodobně došlo ke změně strategie. V čele závodu ujížděl Hamilton, který se vzdaloval Kubicovi a Kovalainenovi, čtvrtý kroužil Rosberg sledován Heidfeldem, Trullim, Barrichellem a Räikkönenem. Fernando Alonso se ve svém Renaultu pohyboval na desátém místě před Davidem Coulthardem. Felipe Massa se po návratu z boxu zařadil na poslední 17. místo. V čele závodu se nic podstatného nedělo a Hamilton zvyšoval svůj náskok před Kubicou, který již v 10. kole činil 8 sekund. Naopak střed a chvost pole poskytoval řadu předjížděcích manévrů. Nejprve o svou pozici přišel Takuma Sato, který chyboval pod tíhou tlaku ze strany Tima Glocka. Posléze i Massa poskočil o další místo, když získal skalp mladého Piqueta.
První zastávky v boxech, které začaly v 16. kole, promíchaly pořadím, Robert Kubica se po návratu z boxu propadl až za Räikkönena a Hamilton se vrátil za Heidfelda. Mezitím Räikkönena po dlouhém boji předstihl Barrichella a ihned se mu začal vzdalovat, před sebou měl výborně jedoucího Jarna Trulliho, kterého zastávka v boxech teprve čekala. Ve 20. kole zajel Trulli do boxu, místo výměny pneumatik Jarno vystoupil z kokpitu, aby mechanici mohli k baterii, která je umístěná pod sedačkou pilota a která se přehřívala a nakonec vypověděla službu úplně a Trulli se na trať již nevrátil. Situace na trati po 23. kole byla Hamilton, Kovalainen, Räikkönen, Kubica, Heidfeld, Alonso, Rosberg a Barrichello.
K dramatické události došlo ve 26. kole, Felipe Massa se snažil předjet Davida Coulthard, ten mu nenechal žádný prostor a najel na přední pneumatiku vozu Ferrari, což ho katapultovalo do vzduchu. Vůz Red Bull byl zcela zdemolován a na trať musel podruhé safety car. Výjezd safety caru byl vcelku nešťastný pro Kimiho Räikkönena, který chtěl právě zajet do boxů, ale na poslední chvíli musel strhnout řízení, jinak by ho postihla penalizace. V prvních kolech po vyjetí safety caru je box uzavřen a vjezd do boxu je penalizován stop go na 10 sekund.
Ve 30. kole zamířil safety car do boxu a mohlo se znovu závodit. Räikkönen se snažil protlačit na druhou příčku, kterou držel jeho krajan Kovalainen. První pokus se nezdařil a při tom druhém byl jezdec Ferrari až příliš rychlý a na sjetých pneumatikách jeho vůz jen těžko ovladatelný a tak se ocitl mimo trať. Ferrari, ale muselo spolknout daleko hořčejší pilulku, Felipe Massa pomalu odstavil svůj monopost vedle trati. Ve stejném kole odstoupil i Piquet a dokázal tak, že jablko opravdu nepadá daleko od stromu. Nelson Piquet poprvé startoval v Grand Prix Německa 1978 a stejně jako jeho syn startoval z 21. pozice a stejně tak odstoupil ve 31. kole. Následně do boxů zajel Räikkönen, kde natankoval až do konce závodu.
Na čele závodu byl Hamilton před Kovalainenem, Heidfildem, Rosbergem, Barrichellem, Bourdaisem, Kubicou, Alonsem, Nakadžimou, Glockem, Satem a Räikkönenem.

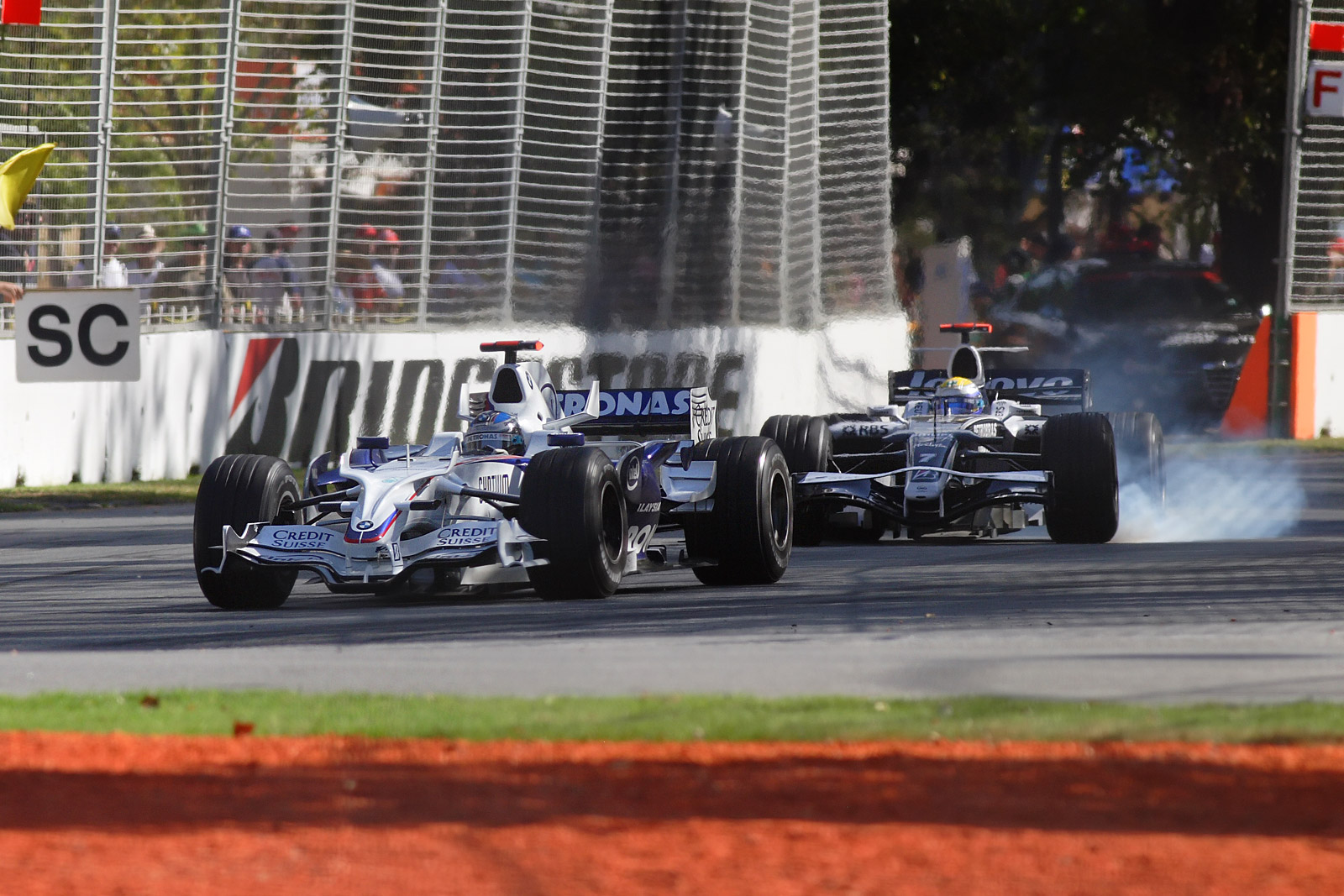
Nick Heidfeld dojel druhý před Nico Rosbergem.

Takuma Sato byl dalším pilotem, který do cíle nedojel, ve 32. kole ho zradily rozvody. Kimi Räikkönen tak měl před sebou o soupeře míň a připravoval se na předjetí Tima Glocka, ale při pokusu o předjetí se zadní část jeho vozu ocitla mimo trať a Kimi dostal smyk. Postupně začaly druhé zastávky v boxech, kam zamířil Hamilton, Rosberg a Heidfeld. Mezitím se další vzrušení postaral Timo Glock, který ve vysoké rychlosti vyjel mimo trať a jeho Toyota byla na kousky. Na trať vyrazil již potřetí safety car. Další incident se odehrál v boxech, Barrichello zamířil ke svým mechanikům, tankovací zařízení bylo ještě částečně zasunuté ve voze, když dostal od šéfmechanika s lízátkem předčasně pokyn k opuštění stanoviště. Navíc Barrichello zajel do boxu v době kdy byl na trati safety car a pit line byla uzavřena a tak ho čekala penalizace stop go na 10 sekund, kterou si odbil ve 49. kole.
Průběžné pořadí bylo Hamilton, Heidfeld, Rosberg, Bourdais, Alonso, Kovalainen, Räikkönen a Barrichello. Räikkönen výrazně zpomalil až nakonec zastavil úplně. Také Bourdais musel zastavit a přišel tak o vynikající čtvrté místo. O čtvrtou příčku se tak přetahovali Alonso a Kovalainen, nejprve Fin vyvedl z koncentrace Alonsa, který tak nečekaně chyboval a přepustil mu tak svou pozici. Následně však při průjezdu cílovou rovinkou nečekaně zpomalil Kovalainen a Alonso se dostal před něj. Cílem jako první projel Hamilton, druhý byl Heidfeld, třetí Rosberg, čtvrtý Alonso, pátý Kovalainen. Na šestém místě projel Barrichello, ten byl ale dodatečně diskvalifikován, prokázalo se, že Barrichello opustil boxy v době, kdy svítilo červené světlo. Protože cílem projelo jen sedm vozů a následně byl diskvalifikován Barrichello, bodoval i Bourdais a Räikkönen, kteří závod nedojeli.

## Výsledky
- 16. březen 2008
- Okruh Melbourne
- 58 kol × 5,303 km = 307,574 km
- 786. Grand Prix
- 5. vítězství Lewise Hamitona
- 157. vítězství pro McLaren
- 196. vítězství pro Velkou Británii
- 4. vítězství pro vůz se startovním číslem 22
- 309. vítězství z pole position

| Pozice | č.  | Jezdec               | Vůz               | Kolo | Čas         | +/- | Pole | Body | Nej. kolo      | 1. Pitstop   | 2. Pitstop   | 3. Pitstop   |
| ------ | --- | -------------------- | ----------------- | ---- | ----------- | --- | ---- | ---- | -------------- | ------------ | ------------ | ------------ |
| 1      | 22. | Lewis Hamilton       | McLaren MP4-23    | 58   | 1:34:50,616 | 0   | 1    | 10   | 1:27.452       | 18. / 24.797 | 43. / 24.254 |              |
| 2      | 3.  | Nick Heidfeld        | BMW Sauber F1.08  | 58   | á 0:05,478  | 3   | 5    | 8    | 1:27.739       | 21. / 22.900 | 44. / 22.371 |              |
| 3      | 7.  | Nico Rosberg         | Williams FW30     | 58   | á 0:08,163  | 4   | 7    | 6    | 1:28.090 (5.)  | 21. / 24.146 | 43. / 22.873 |              |
| 4      | 5.  | Fernando Alonso      | Renault R28       | 58   | á 0:17,181  | 7   | 11   | 5    | 1:28.603 (7.)  | 29. / 25.291 | 47. / 24.293 |              |
| 5      | 23. | Heikki Kovalainen    | McLaren MP4-23    | 58   | á 0:18,014  | 2   | 3    | 4    | 1:27.418       | 22. / 24.446 | 47. / 25.195 |              |
| DSQ    | 17. | Rubens Barrichello   | Honda RA108       | 58   | á 0:52,453  | 6   | 10   |      | 1:28.736 (8.)  | 23. / 23.217 | 45. / 22.421 | 49. / 26.847 |
| 6      | 8.  | Kazuki Nakadžima †   | Williams FW30     | 57   | á 1 kolo    | 7   | 13   | 3    | 1:29.639 (14.) | 1. / 31.811  | 29. / 26.892 | 48. / 58.458 |
| 7      | 14. | Sébastien Bourdais   | Toro Rosso STR2B  | 55   | Motor       | 10  | 17   | 2    | 1:29.534 (12.) | 19. / 28.762 | 28. / 26.371 |              |
| 8      | 1.  | Kimi Räikkönen       | Ferrari F2008     | 53   | Motor       | 7   | 15   | 1    | 1:27.903 (4.)  | 31. / 25.414 |              |              |
| Pozice | č.  | Odstoupili           | Vůz               | Kolo | Důvod       | +/- | Pole | Body | Nej. kolo      | 1. Pitstop   | 2. Pitstop   | 3. Pitstop   |
| Ret    | 4.  | Robert Kubica        | BMW Sauber F1.08  | 47   | Kolize      | 6   | 2    |      | 1:28.753 (9.)  | 16. / 24.029 | 29. / 23.915 |              |
| Ret    | 12. | Timo Glock           | Toyota TF108      | 43   | Nehoda      | 10  | 18   |      | 1:29.558 (13.) | 29. / 28.750 |              |              |
| Ret    | 18. | Takuma Sató          | Super Aguri SA08  | 32   | Rozvody     | 11  | 19   |      | 1:30.892 (15.) | 25. / 26.095 |              |              |
| Ret    | 6.  | Nelson Piquet jr.    | Renault R28       | 30   | Nehoda      | 13  | 20   |      | 1:31.384 (16.) | 30. / 22.454 |              |              |
| Ret    | 2.  | Felipe Massa         | Ferrari F2008     | 29   | Motor       | 7   | 4    |      | 1:28.175 (6.)  | 1. / 29.785  | 2. / 22.920  |              |
| Ret    | 9.  | David Coulthard      | Red Bull RB4      | 25   | Kolize      | 10  | 8    |      | 1:29.502 (11.) | 22. / 24.363 |              |              |
| Ret    | 11. | Jarno Trulli         | Toyota TF108      | 19   | Baterie     | 5   | 6    |      | 1:29.310 (10.) |              |              |              |
| Ret    | 20. | Adrian Sutil         | Force India VJM01 | 8    | Hydraulika  | 13  | 22   |      | 1:32.021 (17.) |              |              |              |
| Ret    | 10. | Mark Webber          | Red Bull RB4      | 0    | Kolize      | 14  | 14   |      |                |              |              |              |
| Ret    | 16. | Jenson Button        | Honda RA108       | 0    | Kolize      | 12  | 12   |      |                |              |              |              |
| Ret    | 19. | Anthony Davidson     | Super Aguri SA08  | 0    | Kolize      | 21  | 21   |      |                |              |              |              |
| Ret    | 15. | Sebastian Vettel     | Toro Rosso STR2B  | 0    | Kolize      | 9   | 9    |      |                |              |              |              |
| Ret    | 21. | Giancarlo Fisichella | Force India VJM01 | 0    | Kolize      | 16  | 16   |      |                |              |              |              |

†Kazuki Nakadžima označen za viníka kolize s Kubicou a v následující Grand Prix bude penalizován posunutím o deset míst na startu
- 2 (Postoupil o 2 pozice)
 2 (Propadl se o 2 pozice)
 2 (Odstoupil z 2 pozice)
- žlutě - nejrychlejší pitstop
- zeleně - nejpomalejší pitstop
- červeně - Neplánovaná zastávka
  - Kazuki Nakadžima a Felipe Massa museli do boxu po kolizích v prvním kole.
  - Rubens Barrichello byl penalizován Stop Go za vjezd do boxu během fáze safety car, kdy byla boxová ulička uzavřena.
  - Rubens Barrichello byl dodatečně po závodě diskvalifikován za nerespektování červených světel při výjezdu z boxu.

## Nejrychlejší kolo
Heikki Kovalainen- McLaren-1:27,418
- 1. nejrychlejší kolo Heikki Kovalainena
- 135. nejrychlejší kolo pro McLaren
- 54. nejrychlejší kolo pro Finsko
- 2. nejrychlejší kolo pro vůz se startovním číslem 23

Vývoj nejrychlejšího kola Archivováno 24. 4. 2008 na Wayback Machine.
| Kolo     | Čas      | Jezdec            | Vůz     |
| 43. kolo | 1:27,418 | Heikki Kovalainen | McLaren |
| -------- | -------- | ----------------- | ------- |
| 39. kolo | 1:27.5   | Lewis Hamilton    | McLaren |
| 17. kolo | 1:27.5   | Lewis Hamilton    | McLaren |
| 16. kolo | 1:27.6   | Lewis Hamilton    | McLaren |
| 15. kolo | 1:27.8   | Lewis Hamilton    | McLaren |
| 14. kolo | 1:27.8   | Lewis Hamilton    | McLaren |
| 13. kolo | 1:28.0   | Lewis Hamilton    | McLaren |
| 9. kolo  | 1:28.1   | Lewis Hamilton    | McLaren |
| 7. kolo  | 1:28.4   | Lewis Hamilton    | McLaren |
| 5. kolo  | 1:28.6   | Lewis Hamilton    | McLaren |
| 4. kolo  | 1:28.6   | Lewis Hamilton    | McLaren |
| 3. kolo  | 1:29.3   | Lewis Hamilton    | McLaren |
| 1. kolo  | 2:01.5   | Lewis Hamilton    | McLaren |

## Vedení v závodě
Průběh závodu kolo za kolem[nedostupný zdroj]
| Kola         | km         | Jezdec            | %   |
| ------------ | ---------- | ----------------- | --- |
| 1.–17. kolo  | 90,151 km  | Lewis Hamilton    | 29% |
| 18.–21. kolo | 21,212 km  | Heikki Kovalainen | 7%  |
| 22.–42. kolo | 111,363 km | Lewis Hamilton    | 36% |
| 43.–46. kolo | 21,212 km  | Heikki Kovalainen | 7%  |
| 47.–58. kolo | 63,636 km  | Lewis Hamilton    | 21% |

- Safety Car (SC)
  - 1.–2. Hromadná havárie na startu
  - 27.–30. Kolize Massa – Coulthard
  - 45.–48. Havárie Glock

| SC | Hamilton | HK | Hamilton | SC | Hamilton | HK | SC | Hamilton |
| -- | -------- | -- | -------- | -- | -------- | -- | -- | -------- |

## Postavení na startu
Lewis Hamilton- McLaren-1'26.714
- 7. Pole position Lewise Hamiltona
- 134. Pole position pro McLaren
- 188. Pole position pro Velkou Británii
- 4. Pole position pro vůz se startovním číslem 22

| *                                                       | *                                                          | Kvalifikace III.                     | Kvalifikace II.                      | Kvalifikace I.                            |
| ------------------------------------------------------- | ---------------------------------------------------------- | ------------------------------------ | ------------------------------------ | ----------------------------------------- |
| _______1_______ Lewis Hamilton McLaren 1'26.714         |                                                            | Lewis Hamilton McLaren 1'26.714      | Lewis Hamilton McLaren 1'25.187      | Heikki Kovalainen McLaren 1'25.664        |
|                                                         | _______2_______ Robert Kubica BMW 1'26.869                 | Robert Kubica BMW 1'26.869           | Robert Kubica BMW 1'25.315           | Nick Heidfeld BMW 1'25.960                |
| _______3_______ Heikki Kovalainen McLaren 1'27.079      |                                                            | Heikki Kovalainen McLaren 1'27.079   | Heikki Kovalainen McLaren 1'25.452   | Felipe Massa Ferrari 1'25.994             |
|                                                         | _______4_______ Felipe Massa Ferrari 1'27.178              | Felipe Massa Ferrari 1'27.178        | Nick Heidfeld BMW 1'25.518           | Robert Kubica BMW 1'26.103                |
| _______5_______ Nick Heidfeld BMW 1'27.236              |                                                            | Nick Heidfeld BMW 1'27.236           | Felipe Massa Ferrari 1'25.691        | Kimi Räikkönen Ferrari 1'26.140           |
|                                                         | _______6_______ Jarno Trulli Toyota 1'28.527               | Jarno Trulli Toyota 1'28.527         | Sebastian Vettel Toro Rosso 1'25.842 | Nico Rosberg Williams 1'26.295            |
| _______7_______ Nico Rosberg Williams 1'28.687          |                                                            | Nico Rosberg Williams 1'28.687       | Nico Rosberg Williams 1'26.059       | Rubens Barrichello Honda 1'26.369         |
|                                                         | _______8_______ David Coulthard Red Bull 1'29.041          | David Coulthard Red Bull 1'29.041    | David Coulthard Red Bull 1'26.063    | David Coulthard Red Bull 1'26.381         |
| _______9_______ Sebastian Vettel Toro Rosso 0 00 000    |                                                            | Timo Glock Toyota 1'29.593           | Jarno Trulli Toyota 1'26.101         | Jarno Trulli Toyota 1'26.427              |
|                                                         | _______10_______ Rubens Barrichello Honda 1'26.173         | Sebastian Vettel Toro Rosso 0 00 000 | Timo Glock Toyota 1'26.164           | Lewis Hamilton McLaren 1'26.572           |
| _______11_______ Fernando Alonso Renault 1'26.188       |                                                            |                                      | Rubens Barrichello Honda 1'26.173    | Sebastian Vettel Toro Rosso 1'26.702      |
|                                                         | _______12_______ Jenson Button Honda 1'26.259              |                                      | Fernando Alonso Renault 1'26.188     | Jenson Button Honda 1'26.712              |
| _______13_______ Kazuki Nakadžima Williams 1'26.41      |                                                            |                                      | Jenson Button Honda 1'26.259         | Kazuki Nakadžima Williams 1'26.891        |
|                                                         | _______14_______ Mark Webber Red Bull 0 00 000             |                                      | Kazuki Nakadžima Williams 1'26.413   | Fernando Alonso Renault 1'26.907          |
| _______15_______ Kimi Räikkönen Ferrari 0 00 000        |                                                            |                                      | Mark Webber Red Bull 0 00 000        | Mark Webber Red Bull 1'26.914             |
|                                                         | _______16_______ Giancarlo Fisichella Force India 1'27.207 |                                      | Kimi Räikkönen Ferrari 0 00 000      | Timo Glock Toyota 1'26.919                |
| _______17_______ Sébastien Bourdais Toro Rosso 1'27.446 |                                                            |                                      |                                      | Giancarlo Fisichella Force India 1'27.207 |
|                                                         | _______18_______ Adrian Sutil Force India 1'27.859         |                                      |                                      | Sébastien Bourdais Toro Rosso 1'27.446    |
| _______19_______ Timo Glock Toyota 1'29.593             |                                                            |                                      |                                      | Adrian Sutil Force India 1'27.859         |
|                                                         | _______20_______ Takuma Sató Super Aguri 1'28.208          |                                      |                                      | Takuma Sató Super Aguri 1'28.208          |
| _______21_______ Nelson Piquet Jr. Renault 1'28.330     |                                                            |                                      |                                      | Nelson Piquet Jr. Renault 1'28.330        |
|                                                         | _______22_______ Anthony Davidson Super Aguri 1'29.059     |                                      |                                      | Anthony Davidson Super Aguri 1'29.059     |

- Šedá – Timo Glock, byl dvakrát penalizován, nejprve za výměnu převodovky a podruhé za blokování Marka Webbera. V součtu ho to stálo deset míst na startu.
- Světle modrá – Adrian Sutil startoval z pitlane v náhradním voze.[15]

## Tréninky
| *  | I. Trénink                                | *  | II. Trénink                               | *  | III. Trénink                              |
| -- | ----------------------------------------- | -- | ----------------------------------------- | -- | ----------------------------------------- |
| 1  | Kimi Räikkönen Ferrari 1:26.461           | 1  | Lewis Hamilton McLaren 1:26.559           | 1  | Robert Kubica BMW 1:25.613                |
| 2  | Lewis Hamilton McLaren 1:26.948           | 2  | Mark Webber Red Bull 1:27.473             | 2  | Nick Heidfeld BMW 1:25.950                |
| 3  | Felipe Massa Ferrari 1:26.958             | 3  | Felipe Massa Ferrari 1:27.640             | 3  | Fernando Alonso Renault 1:26.082          |
| 4  | Heikki Kovalainen Mclaren 1:27.114        | 4  | Heikki Kovalainen Mclaren 1:27.683        | 4  | Nico Rosberg Williams 1:26.171            |
| 5  | Mark Webber Red Bull 1:28.263             | 5  | David Coulthard Red Bull 1:28.037         | 5  | David Coulthard Red Bull 1:26.385         |
| 6  | Fernando Alonso Renault 1:28.360          | 6  | Kimi Räikkönen Ferrari 1:28.208           | 6  | Mark Webber Red Bull 1:26.407             |
| 7  | Robert Kubica BMW 1:28.579                | 7  | Jarno Trulli Toyota 1:28.292              | 7  | Jenson Button Honda 1:26.502              |
| 8  | Timo Glock Toyota 1:28.913                | 8  | Nico Rosberg Williams 1:28.352            | 8  | Sebastian Vettel Toro Rosso 1:26.663      |
| 9  | Sebastian Vettel Toro Rosso 1:28.957      | 9  | Giancarlo Fisichella Force India 1:28.469 | 9  | Giancarlo Fisichella Force India 1:26.682 |
| 10 | Jarno Trulli Toyota 1:29.014              | 10 | Timo Glock Toyota 1:28.582                | 10 | Jarno Trulli Toyota 1:26.882              |
| 11 | Jenson Button Honda 1:29.124              | 11 | Jenson Button Honda 1:28.632              | 11 | Felipe Massa Ferrari 1:27.020             |
| 12 | Giancarlo Fisichella Force India 1:29.230 | 12 | Nick Heidfeld BMW 1:28.731                | 12 | Lewis Hamilton McLaren 1:27.084           |
| 13 | David Coulthard Red Bull 1:29.301         | 13 | Fernando Alonso Renault 1:28.779          | 13 | Timo Glock Toyota 1:27.162                |
| 14 | Sébastien Bourdais Toro Rosso 1:29.363    | 14 | Rubens Barrichello Honda 1:28.849         | 14 | Kimi Räikkönen Ferrari 1:27.163           |
| 15 | Rubens Barrichello Honda 1:29.533         | 15 | Robert Kubica BMW 1:28.860                | 15 | Nelson Piquet Jr. Renault 1:27.284        |
| 16 | Nick Heidfeld BMW 1:29.561                | 16 | Kazuki Nakadžima Williams 1:29.077        | 16 | Rubens Barrichello Honda 1:27.333         |
| 17 | Adrian Sutil Force India 1:30.155         | 17 | Adrian Sutil Force India 1:29.161         | 17 | Adrian Sutil Force India 1:27.489         |
| 18 | Nelson Piquet Jr. Renault 1:30.357        | 18 | Sebastian Vettel Toro Rosso 1:29.193      | 18 | Sébastien Bourdais Toro Rosso 1:27.578    |
| 19 | Takuma Sató Super Aguri 1:31.048          | 19 | Nelson Piquet Jr. Renault 1:29.518        | 19 | Kazuki Nakadžima Williams 1:27.601        |
| 20 | Anthony Davidson Super Aguri 1:31.771     | 20 | Sébastien Bourdais Toro Rosso 1:29.605    | 20 | Heikki Kovalainen Mclaren 1:27.992        |
| 21 | Kazuki Nakadžima Williams 1:35.053        | 21 | Takuma Sató Super Aguri 1:30.663          | 21 | Takuma Sató Super Aguri 1:28.363          |
| 22 | Nico Rosberg Williams -----               | 22 | Anthony Davidson Super Aguri 1:31.527     | 22 | Anthony Davidson Super Aguri 1:28.912     |

## Zajímavosti
- V závodě debutovali Nelson Piquet Jr. a Sébastien Bourdais
- Poprvé jsme viděli modely BMW F1.08, Ferrari F2008, Force India VJM-01, Honda RA108, McLaren MP4-23, Red Bull RB4,

Renault R28, Super Aguri SA08, Toro Rosso STR02B, Toyota TF108 a Williams FW30.
| Pole position      | Vítězství          | Nej. kolo         |
| Spojené království | Spojené království | Finsko            |
| Lewis Hamilton     | Lewis Hamilton     | Heikki Kovalainen |
| McLaren MP4-23     | McLaren MP4-23     | McLaren MP4-23    |
| 1'26.714           | 1:34:50.616        | 1:27.418          |
| 220,158 km/h       | 194,578 km/h       | 218,385 km/h      |
| ------------------ | ------------------ | ----------------- |

### Stav MS
- GP – body získané v této Grand Prix

| * | Jezdec             | Body | GP | * | Vůz        | Body | GP | * | Stát           | Body | GP |
| - | ------------------ | ---- | -- | - | ---------- | ---- | -- | - | -------------- | ---- | -- |
| 1 | Lewis Hamilton     | 10   | 10 | 1 | McLaren    | 14   | 14 | 1 | Německo        | 14   | 14 |
| 2 | Nick Heidfeld      | 8    | 8  | 2 | Williams   | 9    | 9  | 2 | Velká Británie | 10   | 10 |
| 3 | Nico Rosberg       | 6    | 6  | 3 | BMW        | 8    | 8  | 3 | Španělsko      | 5    | 5  |
| 4 | Fernando Alonso    | 5    | 5  | 4 | Renault    | 5    | 5  | 4 | Finsko         | 5    | 5  |
| 5 | Heikki Kovalainen  | 4    | 4  | 5 | Toro Rosso | 2    | 2  | 5 | Japonsko       | 3    | 3  |
| 6 | Kazuki Nakadžima   | 3    | 3  | 6 | Ferrari    | 1    | 1  | 6 | Francie        | 2    | 2  |
| 7 | Sébastien Bourdais | 2    | 2  |   |            |      |    |   |                |      |    |
| 8 | Kimi Räikkönen     | 1    | 1  |   |            |      |    |   |                |      |    |